# Круколи
Кру̀коли (на италиански: Crucoli) е малко градче и община в Южна Италия, провинция Кротоне, регион Калабрия. Разположено е на 380 m надморска височина. Населението на общината е 3216 души (към 2012 г.).